# Списак позивних бројева у Хрватској
Ово је списак позивних фиксних и мобилних бројева у Хрватској. Међународни позивни број за Хрватску је +385.

## Фиксна телефонија
За фиксну телефонију у Хрватској позивни бројеви су одређени према жупанијама.
| Позивни бројеви | Жупаније                          |
| --------------- | --------------------------------- |
| 01              | Град Загреб и Загребачка жупанија |
| 020             | Дубровачко-неретванска жупанија   |
| 021             | Сплитско-далматинска жупанија     |
| 022             | Шибенско-книнска жупанија         |
| 023             | Задарска жупанија                 |
| 031             | Осјечко-барањска жупанија         |
| 032             | Вуковарско-сријемска жупанија     |
| 033             | Вировитичко-подравска жупанија    |
| 034             | Пожешко-славонска жупанија        |
| 035             | Бродско-посавска жупанија         |
| 040             | Међимурска жупанија               |
| 042             | Вараждинска жупанија              |
| 043             | Бјеловарско-билогорска жупанија   |
| 044             | Сисачко-мославачка жупанија       |
| 047             | Карловачка жупанија               |
| 048             | Копривничко-крижевачка жупанија   |
| 049             | Крапинско-загорска жупанија       |
| 051             | Приморско-горанска жупанија       |
| 052             | Истарска жупанија                 |
| 053             | Личко-сењска жупанија             |

## Мобилна телефонија
| Позивни бројеви | Оператер                             |
| --------------- | ------------------------------------ |
| 091             | A1 Hrvatska                          |
| 092             | Tomato (у власништву је A1 Hrvatska) |
| 095             | Tele 2                               |
| 097             | bonbon                               |
| 098             | T-Mobile                             |
| 099             | T-Mobile (проширено)                 |

## Остало
- 0800 - бесплатни позивни бројеви
- 060 - комерцијални телефонски позивни бројеви
- 062 - јединствен приступни број за цијелу државу за посебне услуге, обједињује више позивних бројева у један; наплаћује се као локални позив